# Alberoro
Alberoro è una frazione del comune di Monte San Savino, da cui dista una decina di chilometri verso nord-ovest, mentre Arezzo è a un'altra decina di chilometri in direzione nord-est.
Collocato nella parte nord della Val di Chiana aretina, sulla sinistra del Canale maestro, al bivio della Via Cassia antica e della Regia Senese diretta per Monte San Savino, è un paese di circa 2 000 abitanti. All'interno troviamo le località di Borghetto, Vado, Poggio Fabbrelli, Poggio Danzino, San Luciano.

## Geografia fisica
Il suo territorio, prevalentemente collinare, è solcato da numerosi piccoli torrenti e laghetti, spesso contornati da modeste zone boschive e confluenti nel Canale maestro della Chiana, che a est segna il confine con il comune di Arezzo. Questi molteplici corsi d'acqua vengono utilizzati per irrigare le coltivazioni e i frutteti, che sono molto diffusi soprattutto nella parte orientale, morfologicamente più pianeggiante.

## Storia
Il cartografo Senese Hieronimo Bellarmato nel 1560, disegnando la Thusciae, nomina questo paese come Belloro e non Alberoro, nome che si trova anche in successive carte geografiche.
Quindi è probabile che il nome attuale derivi dalla preposizione al (contrazione di a+Il) Belloro, da cui Al-Belloro, Alberoro in epoca più recente. Questo farebbe derivare il nome non dalla selva esistente in questa zona, ma dal belloro o donnola che abita frequentemente i boschi.
Interessanti sono i reperti archeologici ritrovati in una villa rustica di età imperiale tra cui lo "Stamnos di Alberoro ”, un vaso a figure rosse di origine attica orientale del V secolo a.C. conservato presso il museo Archeologico Nazionale G.C. Mecenate di Arezzo.
Questo ci fa capire come gli insediamenti umani in questa località siano molto antichi e che le famiglie, grazie a una fiorente agricoltura (cereali, viti e olivi), potevano raggiungere una certa agiatezza economica.
Importante dal punto di vista edilizio e storico è la piccola “casa di terra” che si trova nel giardino della villa Coradeschi lungo la strada provinciale 327 tra la chiesa e il bar del paese stesso.
Sino ad alcuni decenni fa si trovavano sparse nella valle all'esterno delle grandi fattorie e delle terre appoderate le case di terra battuta. Erano le abitazioni dei mezzaioli e dei braccianti agricoli, che venivano costruite in un fazzoletto di terra della proprietà, lo scapòzzolo, da cui si ricavava anche la terra per tirare su i muri. Mentre i mezzaioli coltivavano, anche in affitto, appezzamenti di terreno di proprietà delle fattorie ma non risiedevano all'interno di esse, i braccianti agricoli prestavano di volta in volta la loro opera su chiamata.
La casa di terra era poco più di una capanna che veniva realizzata con tecniche comuni ai popoli dell'antichità ivi compresi gli etruschi. Di forma rettangolare era composta da un vano centrale ad uso cucina a cui venivano aggiunti lateralmente uno o più vani a seconda delle necessità della famiglia. Generalmente era un solo piano con muri laterali spessi circa 80 cm e alti in gronda poco più di due metri e con il tetto. Nel realizzarla si montavano lungo il perimetro dei muri una rudimentale armatura formata da ritti, pali verticali conficcati sul terreno, e da casseforme, tavole di legname poste orizzontalmente e poggiante sui ritti. Si riempiva lo spazio fra le tavole con terra argillosa bagnata che veniva compattata, battendola con un attrezzo rudimentale di legno munito di due manici. Una volta riempite le tavole con la terra, queste venivano fatte scorrere verso l'altro predisponendole per essere riempite di nuovo.  Asciugatasi la terra e smontata l'armatura si montava il tetto e si aprivano porte e piccole finestre dotandole di telaio di legno. Di queste abitazioni ne rimangono pochissimi esempi, una è quella testé citata.

## Cultura

### Eventi
Fra le feste principali del paese si ricordano:
- l'antica festa della Madonna del Rosario, la prima domenica di ottobre;
- la festa del 25 aprile per il Santo Patrono, San Marco;
- la "sagra del cocomero", che si svolge verso la metà di luglio e dura una decina di giorni, per la promozione del "cocomero gigante di Fonte a Ronco".
- la Processione delle Rogazioni.
- i Quadri Biblici Viventi, che si svolgono in località Borghetto la sera prima della seconda domenica di settembre.

Le “Rogazioni Maggiori” iniziavano il 25 aprile con la festa di San Marco, punto centrale della Primavera e del risveglio ed erano nate sull’impronta dell’antica festa dei “Robigalia” durante la quale gli antichi Romani invocavano la protezione dei futuri raccolti. Più avanti nel corso della primavera, nei tre giorni precedenti la festa dell'Ascensione era il momento delle “Rogazioni Minori”, preghiere collettive eseguite in processione fino ai confini del territorio parrocchiale per scacciare il male dai campi. Durante queste cerimonie, di origine antichissima, forse un ricordo di riti pagani in onore di Cerere la dea dei campi e poi accolte nel mondo cristiano come invocazioni a Dio perché la Terra doni frutti, il parroco invocava la benedizione sul raccolto, sul grano.
La Processione si svolge di mattina presto e si snoda dalla chiesa parrocchiale a vari punti del territorio parrocchiale, in mezzo ai campi, vicino alle piccole Maestà lungo i campi o addossate alle pareti delle case.
Il prete dice ai quattro punti cardinali: A fulgure et tempestate…  e i fedeli rispondono Libera nos Domine!…
…A flagello terraemotus… Libera nos Domine!…
…A peste, fame et bello… Libera nos Domine!…
…Ut fructus terrae dare et conservare digneris… Te rogamus, audi nos!
…Ut pacem nobis dones.Te rogamus audi nos!…
Si conclude la supplica con la Messa delle Rogazioni (senza il Gloria, né il Credo).

## Geografia antropica

### Borghetto (Le Fonti)
Borghetto è una località all'interno della frazione di Alberoro. Il luogo è conosciuto per l'importante celebrazione della Gratitudine alla Madonna. L'immagine, in terracotta, è custodita in una teca all'interno della cappella del luogo. Essa è stata costruita nel 1945, dalla popolazione e da Massimo Hertz di Frassineto. La Madonna è quella narrata dall'Apocalisse di San Giovanni; il Guarini riferisce la lastra, in onore del dogma dell’Immacolata Concezione, in rilievo policromo, alla produzione ottocentesca della manifattura Ginori. Si tratta di una iconografia molto diffusa nella produzione Ginori tra la metà dell’Ottocento e i primi decenni del secolo XX, replicata con piccole varianti come derivazione dall’esemplare a tutto tondo in terracotta del museo di Doccia;  in precedenza questa terracotta si trovava in una maestà, poco distante dall'attuale cappella, che fu distrutta durante l'ultima guerra mondiale. La festa si svolge la seconda domenica di settembre e il sabato che la precede si effettua in notturna la santa messa con una processione che porta per il paese l'effigie miracolosa della Madonna. Durante il percorso vengono realizzate delle rappresentazioni Sacre con attori che rimangono immobili, per cui vengono definite "Quadri Biblici Viventi".
Accanto alla cappella c'è un'antica fontana da cui ancora oggi scorre l'acqua in modo abbondante. Essa ha dato il nome all'antica fattoria di Fonte a Ronco. Infatti il primo impianto della suddetta fattoria si trovava proprio davanti alla cappella, dietro la casa torre, costituita da un lungo complesso rettangolare che comprendeva la casa del fattore con i granai. Il nome Fonte a Ronco deriva dal fatto che tale Fonte si trovava e si trova nel punto dove la strada, la vecchia via Cassia, in quel punto faceva una curva a "ronco".
La fonte faceva parte di un complesso di vasche in mattoni tra cui: la pescaia, i lavatoi e gli abbeveratoi per il bestiame. Scavando tra la cappella e la Fonte si possono trovare i resti di tali vasche.
Ancora oggi questa zona dal punto di vista toponomastico si chiama "Le Fonti".
In seguito la villa e tutto il complesso della fattoria di Fonte a Ronco fu spostata, ad opera dei Cavalieri di Santo Stefano, nel colle di Poggio Asciutto di proprietà della Chiesa di Alberoro. Essi così come gli ultimi proprietari dovevano pagare un censo alla Chiesa di Alberoro.
Davanti alla cappella si può scorgere la casa torre, di origine medievale, costruita sul margine occidentale della vecchia Cassia. Essa era costituita da una stanza a piano terra, adibita a stalla, una stanza al primo piano, come cucina, e infine al secondo piano la camera da letto. Si accedeva da una stanza all'altra attraverso una scala in legno che veniva retratta da una botola via, via che ci si spostava ai piani superiori. Oggi vi sono addossate le costruzioni che nel tempo permettevano di ampliare l'abitazione per esigenze familiari.
La casa torre era dal punto di vista architettonico importata dalla città, lo scopo era quello di dare riparo, anche in campagna, in modo sicuro, proteggendosi dalle scorribande. La stalla al piano terra aveva anche la funzione di riscaldare i piani superiori.
Le casine costruite lungo la strada del Bagnese vicino all'antica fattoria di Fonte a Ronco ospitavano gli artigiani e gli operai, che aiutavano, nelle varie mansioni, allo svolgimento delle attività quotidiane di fattoria.
Quel nucleo di case ha preso il nome di Borghetto.
A sud della cappella scorre il Rio di Frangione, che in precedenza si chiamava Rio di Fonte a Ronco, all'incrocio di questo con l'antica via Cassia sorgeva un mulino da cui il termine "Frangione".
Sembra evidente che il primo impianto della fattoria di Fonte a Ronco, insieme alle sue fonti, il "Borghetto" ed il mulino costituissero un nucleo civile molto importante nella Val di Chiana, lungo l'antica Via Cassia a pochi chilometri d'Arezzo.

### Vado
Vado è una piccola località all'interno della frazione di Alberoro e si sviluppa lungo la SP 327, ex statale, la Cassia vetus, strada che attraversa interamente Alberoro. Il nome Vado deriva da “Guado”attraversamento di un torrente, il Perignano, (nome di derivazione latina, perennius, cioè che scorre l’acqua tutto l’anno, perché alimentato da sorgenti sul letto del rio) che sfocia nel Canale Maestro della Chiana. Ai lati di tale rio prima che sfoci nel canale Maestro della Chiana sono state costruite 2 leopoldine che portano il nome di Vado (guado) di sopra a nord e Vado (guado)di sotto a sud.

## Sport
Ad Alberoro ci sono:
- la società sportiva calcistica U.S.D. Alberoro 1977 che milita nel girone C di Promozione e che è nata nel 1977. Nel palmarès l'U.S.D Alberoro 1977 ha 2 trofei. Il primo riguarda la vittoria di prima categoria provinciale nell'anno 2007/2008 e un'ulteriore vittoria sempre della medesima categoria nell'anno 2012/2013 rimanendo imbattuta per tutto il torneo. In vetrina si aggiunge anche il primo posto nel torneo tra paesi "Il Bastardo" che si è unito ai precedenti due trionfi solo dopo i calci di rigore contro l'A.S.D. Chiani;
- il gruppo sportivo ciclistico GS Alberoro.